# Llista d'asteroides/157301-157400
| Nom            | Designació provisional | Data de descobriment   | Lloc de descobriment | Descobridor/s              |
| -------------- | ---------------------- | ---------------------- | -------------------- | -------------------------- |
| 157301 -       | 2004 SE20              | 16 de setembre de 2004 | Drebach              | Drebach                    |
| 157302 -       | 2004 SZ21              | 16 de setembre de 2004 | Kitt Peak            | Spacewatch                 |
| 157303 -       | 2004 SK22              | 17 de setembre de 2004 | Socorro              | LINEAR                     |
| 157304 -       | 2004 SR24              | 20 de setembre de 2004 | Goodricke-Pigott     | R. A. Tucker               |
| 157305 -       | 2004 SA26              | 17 de setembre de 2004 | Kitt Peak            | Spacewatch                 |
| 157306 -       | 2004 SZ27              | 16 de setembre de 2004 | Kitt Peak            | Spacewatch                 |
| 157307 -       | 2004 SA29              | 17 de setembre de 2004 | Socorro              | LINEAR                     |
| 157308 -       | 2004 SH29              | 17 de setembre de 2004 | Socorro              | LINEAR                     |
| 157309 -       | 2004 ST29              | 17 de setembre de 2004 | Socorro              | LINEAR                     |
| 157310 -       | 2004 SO30              | 17 de setembre de 2004 | Socorro              | LINEAR                     |
| 157311 -       | 2004 SC31              | 17 de setembre de 2004 | Socorro              | LINEAR                     |
| 157312 -       | 2004 SU32              | 17 de setembre de 2004 | Socorro              | LINEAR                     |
| 157313 -       | 2004 SX34              | 17 de setembre de 2004 | Socorro              | LINEAR                     |
| 157314 -       | 2004 SD37              | 17 de setembre de 2004 | Kitt Peak            | Spacewatch                 |
| 157315 -       | 2004 SP38              | 17 de setembre de 2004 | Socorro              | LINEAR                     |
| 157316 -       | 2004 SG41              | 17 de setembre de 2004 | Kitt Peak            | Spacewatch                 |
| 157317 -       | 2004 SK45              | 18 de setembre de 2004 | Socorro              | LINEAR                     |
| 157318 -       | 2004 SA47              | 18 de setembre de 2004 | Socorro              | LINEAR                     |
| 157319 -       | 2004 ST47              | 18 de setembre de 2004 | Socorro              | LINEAR                     |
| 157320 -       | 2004 SY48              | 21 de setembre de 2004 | Socorro              | LINEAR                     |
| 157321 -       | 2004 SN52              | 18 de setembre de 2004 | Socorro              | LINEAR                     |
| 157322 -       | 2004 SJ54              | 22 de setembre de 2004 | Socorro              | LINEAR                     |
| 157323 -       | 2004 SU57              | 16 de setembre de 2004 | Anderson Mesa        | LONEOS                     |
| 157324 -       | 2004 TN6               | 2 d'octubre de 2004    | Palomar              | NEAT                       |
| 157325 -       | 2004 TF7               | 5 d'octubre de 2004    | Socorro              | LINEAR                     |
| 157326 -       | 2004 TM7               | 5 d'octubre de 2004    | Socorro              | LINEAR                     |
| 157327 -       | 2004 TK8               | 4 d'octubre de 2004    | Kitt Peak            | Spacewatch                 |
| 157328 -       | 2004 TV12              | 5 d'octubre de 2004    | Anderson Mesa        | LONEOS                     |
| 157329 -       | 2004 TM16              | 13 d'octubre de 2004   | Trois-Rivières       | É. J. Allen                |
| 157330 -       | 2004 TS16              | 13 d'octubre de 2004   | Sonoita              | W. R. Cooney Jr., J. Gross |
| 157331 -       | 2004 TY19              | 11 d'octubre de 2004   | Kitt Peak            | Spacewatch                 |
| 157332 Lynette | 2004 TL20              | 15 d'octubre de 2004   | Needville            | D. Wells                   |
| 157333 -       | 2004 TH21              | 3 d'octubre de 2004    | Palomar              | NEAT                       |
| 157334 -       | 2004 TO24              | 4 d'octubre de 2004    | Kitt Peak            | Spacewatch                 |
| 157335 -       | 2004 TL30              | 4 d'octubre de 2004    | Kitt Peak            | Spacewatch                 |
| 157336 -       | 2004 TN30              | 4 d'octubre de 2004    | Kitt Peak            | Spacewatch                 |
| 157337 -       | 2004 TE43              | 4 d'octubre de 2004    | Kitt Peak            | Spacewatch                 |
| 157338 -       | 2004 TZ43              | 4 d'octubre de 2004    | Kitt Peak            | Spacewatch                 |
| 157339 -       | 2004 TP45              | 4 d'octubre de 2004    | Kitt Peak            | Spacewatch                 |
| 157340 -       | 2004 TT45              | 4 d'octubre de 2004    | Kitt Peak            | Spacewatch                 |
| 157341 -       | 2004 TU45              | 4 d'octubre de 2004    | Kitt Peak            | Spacewatch                 |
| 157342 -       | 2004 TL55              | 4 d'octubre de 2004    | Kitt Peak            | Spacewatch                 |
| 157343 -       | 2004 TU61              | 5 d'octubre de 2004    | Anderson Mesa        | LONEOS                     |
| 157344 -       | 2004 TZ64              | 5 d'octubre de 2004    | Kitt Peak            | Spacewatch                 |
| 157345 -       | 2004 TS65              | 5 d'octubre de 2004    | Anderson Mesa        | LONEOS                     |
| 157346 -       | 2004 TB67              | 5 d'octubre de 2004    | Anderson Mesa        | LONEOS                     |
| 157347 -       | 2004 TQ67              | 5 d'octubre de 2004    | Anderson Mesa        | LONEOS                     |
| 157348 -       | 2004 TX67              | 5 d'octubre de 2004    | Anderson Mesa        | LONEOS                     |
| 157349 -       | 2004 TA68              | 5 d'octubre de 2004    | Anderson Mesa        | LONEOS                     |
| 157350 -       | 2004 TB69              | 5 d'octubre de 2004    | Anderson Mesa        | LONEOS                     |
| 157351 -       | 2004 TS69              | 5 d'octubre de 2004    | Anderson Mesa        | LONEOS                     |
| 157352 -       | 2004 TU75              | 6 d'octubre de 2004    | Palomar              | NEAT                       |
| 157353 -       | 2004 TW75              | 6 d'octubre de 2004    | Palomar              | NEAT                       |
| 157354 -       | 2004 TX81              | 5 d'octubre de 2004    | Kitt Peak            | Spacewatch                 |
| 157355 -       | 2004 TB91              | 5 d'octubre de 2004    | Kitt Peak            | Spacewatch                 |
| 157356 -       | 2004 TH94              | 5 d'octubre de 2004    | Kitt Peak            | Spacewatch                 |
| 157357 -       | 2004 TZ96              | 5 d'octubre de 2004    | Kitt Peak            | Spacewatch                 |
| 157358 -       | 2004 TZ106             | 7 d'octubre de 2004    | Socorro              | LINEAR                     |
| 157359 -       | 2004 TV107             | 7 d'octubre de 2004    | Socorro              | LINEAR                     |
| 157360 -       | 2004 TJ108             | 7 d'octubre de 2004    | Socorro              | LINEAR                     |
| 157361 -       | 2004 TV109             | 7 d'octubre de 2004    | Anderson Mesa        | LONEOS                     |
| 157362 -       | 2004 TQ113             | 7 d'octubre de 2004    | Palomar              | NEAT                       |
| 157363 -       | 2004 TX113             | 7 d'octubre de 2004    | Palomar              | NEAT                       |
| 157364 -       | 2004 TK114             | 8 d'octubre de 2004    | Kitt Peak            | Spacewatch                 |
| 157365 -       | 2004 TV118             | 5 d'octubre de 2004    | Palomar              | NEAT                       |
| 157366 -       | 2004 TL120             | 6 d'octubre de 2004    | Palomar              | NEAT                       |
| 157367 -       | 2004 TF125             | 7 d'octubre de 2004    | Socorro              | LINEAR                     |
| 157368 -       | 2004 TH127             | 7 d'octubre de 2004    | Socorro              | LINEAR                     |
| 157369 -       | 2004 TE128             | 7 d'octubre de 2004    | Socorro              | LINEAR                     |
| 157370 -       | 2004 TH128             | 7 d'octubre de 2004    | Socorro              | LINEAR                     |
| 157371 -       | 2004 TZ130             | 7 d'octubre de 2004    | Socorro              | LINEAR                     |
| 157372 -       | 2004 TW134             | 8 d'octubre de 2004    | Anderson Mesa        | LONEOS                     |
| 157373 -       | 2004 TC135             | 8 d'octubre de 2004    | Anderson Mesa        | LONEOS                     |
| 157374 -       | 2004 TS138             | 9 d'octubre de 2004    | Anderson Mesa        | LONEOS                     |
| 157375 -       | 2004 TK140             | 4 d'octubre de 2004    | Kitt Peak            | Spacewatch                 |
| 157376 -       | 2004 TN155             | 6 d'octubre de 2004    | Kitt Peak            | Spacewatch                 |
| 157377 -       | 2004 TG158             | 6 d'octubre de 2004    | Kitt Peak            | Spacewatch                 |
| 157378 -       | 2004 TU163             | 6 d'octubre de 2004    | Kitt Peak            | Spacewatch                 |
| 157379 -       | 2004 TV164             | 6 d'octubre de 2004    | Kitt Peak            | Spacewatch                 |
| 157380 -       | 2004 TF168             | 7 d'octubre de 2004    | Socorro              | LINEAR                     |
| 157381 -       | 2004 TN169             | 7 d'octubre de 2004    | Socorro              | LINEAR                     |
| 157382 -       | 2004 TU169             | 7 d'octubre de 2004    | Socorro              | LINEAR                     |
| 157383 -       | 2004 TV170             | 7 d'octubre de 2004    | Socorro              | LINEAR                     |
| 157384 -       | 2004 TS172             | 8 d'octubre de 2004    | Socorro              | LINEAR                     |
| 157385 -       | 2004 TX174             | 9 d'octubre de 2004    | Socorro              | LINEAR                     |
| 157386 -       | 2004 TQ180             | 7 d'octubre de 2004    | Kitt Peak            | Spacewatch                 |
| 157387 -       | 2004 TC184             | 7 d'octubre de 2004    | Kitt Peak            | Spacewatch                 |
| 157388 -       | 2004 TC185             | 7 d'octubre de 2004    | Kitt Peak            | Spacewatch                 |
| 157389 -       | 2004 TL202             | 7 d'octubre de 2004    | Kitt Peak            | Spacewatch                 |
| 157390 -       | 2004 TJ203             | 7 d'octubre de 2004    | Kitt Peak            | Spacewatch                 |
| 157391 -       | 2004 TM205             | 7 d'octubre de 2004    | Kitt Peak            | Spacewatch                 |
| 157392 -       | 2004 TR207             | 7 d'octubre de 2004    | Kitt Peak            | Spacewatch                 |
| 157393 -       | 2004 TM209             | 8 d'octubre de 2004    | Kitt Peak            | Spacewatch                 |
| 157394 -       | 2004 TT211             | 8 d'octubre de 2004    | Kitt Peak            | Spacewatch                 |
| 157395 -       | 2004 TX215             | 10 d'octubre de 2004   | Kitt Peak            | Spacewatch                 |
| 157396 -       | 2004 TM216             | 13 d'octubre de 2004   | Moletai              | MAO                        |
| 157397 -       | 2004 TY220             | 7 d'octubre de 2004    | Socorro              | LINEAR                     |
| 157398 -       | 2004 TV221             | 7 d'octubre de 2004    | Socorro              | LINEAR                     |
| 157399 -       | 2004 TH234             | 8 d'octubre de 2004    | Kitt Peak            | Spacewatch                 |
| 157400 -       | 2004 TH238             | 9 d'octubre de 2004    | Kitt Peak            | Spacewatch                 |